# ЯсЮТуба
ЯсЮТуба — перший повноформатний альбом українського російськомовного репера на ім'я ЯрмаК, виданий у 2012 році лейблом LineProduction. Як запрошені музиканти участь у запису брали Lexter та Марія Собко.
Альбом з'явився у всесвітній мережі на початку жовтня 2012 року, а його презентація у live-варіанті відбулася 26 жовтня того ж року в київському клубі «Crystal Hall». На 7 пісень з альбому було відзнято відеокліпи («ЯсЮТуба», «Пидарасия», «Маленькие города», «Жара», «Money Ca$h», «Сердце пацана», «Мне не нравится»).

## Список пісень
| #   | Назва                              | Тривалість |
| --- | ---------------------------------- | ---------- |
| 1.  | «Интро»                            | 0:46       |
| 2.  | «ЯсЮТуба»                          | 3:18       |
| 3.  | «Пидарасия»                        | 3:05       |
| 4.  | «Маленькие города»                 | 2:56       |
| 5.  | «Сказки»                           | 2:53       |
| 6.  | «Детская обида» (feat. Маша Собко) | 4:58       |
| 7.  | «Годы 90-е»                        | 2:27       |
| 8.  | «Жара»                             | 3:19       |
| 9.  | «Money Ca$h» (feat. Lexter)        | 3:28       |
| 10. | «Сердце пацана»                    | 3:49       |
| 11. | «Руки над башкой»                  | 2:41       |
| 12. | «Мне не нравится»                  | 3:20       |
| 13. | «Сны»                              | 2:11       |
| 14. | «Друзья»                           | 3:18       |
| 15. | «To be continued…»                 | 1:25       |

## Музиканти
- Олександр Ярмак — вокал

Запрошені музиканти
- Марія Собко — вокал («Детская обида»)
- Lexter — вокал («Money Ca$h»)